# غروف (نيويورك)
غروف (بالإنجليزية: Grove, New York)‏ هي بلدة أمريكية تقع في الولايات المتحدة في مقاطعة ألليغاني، نيويورك. يقدر عدد سكانها بـ 548 نسمة ومساحتها 87.4 كم2 وترتفع عن سطح البحر 603 متر.